# Blandy (Sekwana i Marna)
Blandy – miejscowość i gmina we Francji, w regionie Île-de-France, w departamencie Sekwana i Marna.
Według danych na rok 1990 gminę zamieszkiwało 667 osób, a gęstość zaludnienia wynosiła 48 osób/km² (wśród 1287 gmin regionu Île-de-France Blandy plasuje się na 732. miejscu pod względem liczby ludności, natomiast pod względem powierzchni na miejscu 196.).